# Palazzo Dupold
Il Palazzo Dupold è un edificio storico di Napoli, situato in vico Santo Spirito di Palazzo.
Il palazzo venne certamente costruito nel XVI secolo. Attraverso la relazione censuaria della collina di Pizzofalcone di Antonio Galluccio del 1689 sappiamo che nel 1662 apparteneva al capitano Giovanni Ortiz e alla moglie Anna della Quadra e che alla loro morte senza eredi venne donato per testamento al Monastero della Solitaria che ne mantenne la proprietà a lungo. Infatti, il Catasto provvisorio del 1815, voluto da re Murat, rileva la proprietà del palazzo ad una facciata e portone al vico Santo Spirito di Palazzo n.46 a favore delle "Monache delle Solitaria e per esse il signor Dupold". Dunque si può ipotizzare che il signor Dupold abbia acquistato l'edificio proprio negli anni in cui veniva redatto il Catasto, anni caratterizzati a Napoli dalle massicce confische compiute dalla monarchia "bonapartista-murattiana" d'orientamento laicale ai danni degli ordini religiosi.
Il palazzo, di sei piani, presenta una spoglia facciata, alla cui base si apre un alto e semplice portale in piperno dall'arco a tutto sesto. L'elemento che più fa uscire dall'anonimato l'architettura complessiva dell'edificio è la notevole scala aperta settecentesca dalle tre arcate per livello che si staglia in fondo al primo cortile, separandolo al contempo dal secondo.
Allo stato attuale è un condominio ben manutenuto (al 2019 risale il restauro della facciata) e sottoposto a vincolo totale dalla Soprintendenza di Napoli.